# Barranc de Canarill (Sapeira)
El Barranc de Canarill és un barranc de l'antic terme de Sapeira, actualment inclòs en el terme municipal de Tremp, al Pallars Jussà. És afluent del barranc d'Espills.
Es forma en el Bosc de Sapeira, a 1.376 m. alt., i davalla cap a l'oest-sud-oest, passant just per sota i a migdia del poble de Sapeira. Aflueix en el barranc de Turmeda al sud-oest del poble de Sapeira.